# 12e étape du Tour d'Italie 2002
Pour un article plus général, voir Tour d'Italie 2002.
La 12e étape du Tour d'Italie 2002 a eu lieu le 24 mai 2002 entre les villes de Campobasso en Molise et celle de Chieti dans les Abruzzes sur une distance de 200 km. Elle a été remportée par l'Italien Denis Lunghi (Colpack-Astro) devant l'Allemand Bert Grabsch (Phonak Hearing Systems) et son compatriote Lorenzo Bernucci (Landbouwkrediet-Colnago). Arrivé dans le peloton près de huit minutes après le vainqueur de l'étape, l'Allemand Jens Heppner (Telekom) conserve le maillot rose de cette édition du Tour d'Italie à l'issue de l'étape.

## Classement de l'étape
| \| Classement de l'étape \| Classement de l'étape \| Classement de l'étape \| Classement de l'étape \| Classement de l'étape \| \| Coureur \| Coureur \| Pays \| Équipe \| Temps \| \| --------------------- \| --------------------- \| --------------------- \| ----------------------- \| --------------------- \| \| 1er \| Denis Lunghi \| Italie \| Colpack-Astro \| 5 h 38 min 16 s \| \| 2e \| Bert Grabsch \| Allemagne \| Phonak Hearing Systems \| + 37 s \| \| 3e \| Lorenzo Bernucci \| Italie \| Landbouwkrediet-Colnago \| + 38 s \| \| 4e \| Alessandro Bertolini \| Italie \| Alessio \| + 54 s \| \| 5e \| Matthias Buxhofer \| Autriche \| Phonak Hearing Systems \| + 54 s \| \| 6e \| Peter Wrolich \| Autriche \| Gerolsteiner \| + 3 min 44 s \| \| 7e \| Mikhaylo Khalilov \| Ukraine \| Colombia-Selle Italia \| + 7 min 47 s \| \| 8e \| Mariano Piccoli \| Italie \| Lampre-Daikin \| + 7 min 47 s \| \| 9e \| Alexandre Moos \| Suisse \| Phonak Hearing Systems \| + 7 min 47 s \| \| 10e \| Jhon Freddy García \| Colombie \| Colombia-Selle Italia \| + 7 min 47 s \| |                      |           |                         |                 |
| |                      |           |                         |                 |
| |                      |           |                         |                 |
| Classement de l'étape |                      |           |                         |                 |
| Coureur | Coureur              | Pays      | Équipe                  | Temps           |
| 1er | Denis Lunghi         | Italie    | Colpack-Astro           | 5 h 38 min 16 s |
| 2e | Bert Grabsch         | Allemagne | Phonak Hearing Systems  | + 37 s          |
| 3e | Lorenzo Bernucci     | Italie    | Landbouwkrediet-Colnago | + 38 s          |
| 4e | Alessandro Bertolini | Italie    | Alessio                 | + 54 s          |
| 5e | Matthias Buxhofer    | Autriche  | Phonak Hearing Systems  | + 54 s          |
| 6e | Peter Wrolich        | Autriche  | Gerolsteiner            | + 3 min 44 s    |
| 7e | Mikhaylo Khalilov    | Ukraine   | Colombia-Selle Italia   | + 7 min 47 s    |
| 8e | Mariano Piccoli      | Italie    | Lampre-Daikin           | + 7 min 47 s    |
| 9e | Alexandre Moos       | Suisse    | Phonak Hearing Systems  | + 7 min 47 s    |
| 10e | Jhon Freddy García   | Colombie  | Colombia-Selle Italia   | + 7 min 47 s    |

## Classement général
| \| Classement général \| Classement général \| Classement général \| Classement général \| Classement général \| \| Coureur \| Coureur \| Pays \| Équipe \| Temps \| \| ------------------ \| -------------------- \| ------------------ \| ----------------------- \| ------------------ \| \| 1er \| Jens Heppner \| Allemagne \| Telekom \| 58 h 40 min 30 s \| \| 2e \| Francesco Casagrande \| Italie \| Fassa Bortolo \| + 2 min 58 s \| \| 3e \| Paolo Savoldelli \| Italie \| Index-Alexia Alluminio \| + 3 min 43 s \| \| 4e \| Pietro Caucchioli \| Italie \| Alessio \| + 3 min 43 s \| \| 5e \| Fernando Escartín \| Espagne \| Team Coast \| + 3 min 46 s \| \| 6e \| Yaroslav Popovych \| Ukraine \| Landbouwkrediet-Colnago \| + 3 min 50 s \| \| 7e \| Wladimir Belli \| Italie \| Fassa Bortolo \| + 3 min 55 s \| \| 8e \| Aitor González \| Espagne \| Kelme-Costa Blanca \| + 3 min 58 s \| \| 9e \| Dario Frigo \| Italie \| Tacconi Sport \| + 4 min 00 s \| \| 10e \| Cadel Evans \| Australie \| Mapei-Quick Step \| + 4 min 03 s \| |                      |           |                         |                  |
| |                      |           |                         |                  |
| |                      |           |                         |                  |
| Classement général |                      |           |                         |                  |
| Coureur | Coureur              | Pays      | Équipe                  | Temps            |
| 1er | Jens Heppner         | Allemagne | Telekom                 | 58 h 40 min 30 s |
| 2e | Francesco Casagrande | Italie    | Fassa Bortolo           | + 2 min 58 s     |
| 3e | Paolo Savoldelli     | Italie    | Index-Alexia Alluminio  | + 3 min 43 s     |
| 4e | Pietro Caucchioli    | Italie    | Alessio                 | + 3 min 43 s     |
| 5e | Fernando Escartín    | Espagne   | Team Coast              | + 3 min 46 s     |
| 6e | Yaroslav Popovych    | Ukraine   | Landbouwkrediet-Colnago | + 3 min 50 s     |
| 7e | Wladimir Belli       | Italie    | Fassa Bortolo           | + 3 min 55 s     |
| 8e | Aitor González       | Espagne   | Kelme-Costa Blanca      | + 3 min 58 s     |
| 9e | Dario Frigo          | Italie    | Tacconi Sport           | + 4 min 00 s     |
| 10e | Cadel Evans          | Australie | Mapei-Quick Step        | + 4 min 03 s     |

## Classements annexes
| Classement par points | Classement par points | Classement par points | Classement par points        | Classement par points |
| Coureur               | Coureur               | Pays                  | Équipe                       | Points                |
| --------------------- | --------------------- | --------------------- | ---------------------------- | --------------------- |
| 1er                   | Massimo Strazzer      | Italie                | Phonak Hearing Systems       | 111 pts               |
| 2e                    | Fabrizio Guidi        | Italie                | Team Coast                   | 106 pts               |
| 3e                    | Mario Cipollini       | Italie                | Acqua & Sapone-Cantina Tollo | 103 pts               |
| 4e                    | Mikhaylo Khalilov     | Ukraine               | Colombia-Selle Italia        | 75 pts                |
| 5e                    | Francesco Casagrande  | Italie                | Fassa Bortolo                | 74 pts                |

| Classement par points | Classement par points | Classement par points | Classement par points        | Classement par points |
| Coureur               | Coureur               | Pays                  | Équipe                       | Points                |
| --------------------- | --------------------- | --------------------- | ---------------------------- | --------------------- |
| 1er                   | Massimo Strazzer      | Italie                | Phonak Hearing Systems       | 111 pts               |
| 2e                    | Fabrizio Guidi        | Italie                | Team Coast                   | 106 pts               |
| 3e                    | Mario Cipollini       | Italie                | Acqua & Sapone-Cantina Tollo | 103 pts               |
| 4e                    | Mikhaylo Khalilov     | Ukraine               | Colombia-Selle Italia        | 75 pts                |
| 5e                    | Francesco Casagrande  | Italie                | Fassa Bortolo                | 74 pts                |

| Classement de la montagne | Classement de la montagne | Classement de la montagne | Classement de la montagne | Classement de la montagne |
| Coureur                   | Coureur                   | Pays                      | Équipe                    | Points                    |
| ------------------------- | ------------------------- | ------------------------- | ------------------------- | ------------------------- |
| 1er                       | José Castelblanco         | Colombie                  | Colombia-Selle Italia     | 21 pts                    |
| 2e                        | Francesco Casagrande      | Italie                    | Fassa Bortolo             | 20 pts                    |
| 3e                        | Ruggero Marzoli           | Italie                    | Formaggi Trentini         | 17 pts                    |
| 4e                        | Franco Pellizotti         | Italie                    | Alessio                   | 6 pts                     |
| 5e                        | Hernán Darío Muñoz        | Colombie                  | Colombia-Selle Italia     | 6 pts                     |

| Classement de la montagne | Classement de la montagne | Classement de la montagne | Classement de la montagne | Classement de la montagne |
| Coureur                   | Coureur                   | Pays                      | Équipe                    | Points                    |
| ------------------------- | ------------------------- | ------------------------- | ------------------------- | ------------------------- |
| 1er                       | José Castelblanco         | Colombie                  | Colombia-Selle Italia     | 21 pts                    |
| 2e                        | Francesco Casagrande      | Italie                    | Fassa Bortolo             | 20 pts                    |
| 3e                        | Ruggero Marzoli           | Italie                    | Formaggi Trentini         | 17 pts                    |
| 4e                        | Franco Pellizotti         | Italie                    | Alessio                   | 6 pts                     |
| 5e                        | Hernán Darío Muñoz        | Colombie                  | Colombia-Selle Italia     | 6 pts                     |

| Classement par équipes | Classement par équipes | Classement par équipes | Classement par équipes |
| Équipe                 | Équipe                 | Pays                   | Temps                  |
| ---------------------- | ---------------------- | ---------------------- | ---------------------- |
| 1re                    | Alessio                | Italie                 | 175 h 35 min 27 s      |
| 2e                     | Kelme-Costa Blanca     | Espagne                | + 6 min 36 s           |
| 3e                     | Gerolsteiner           | Allemagne              | + 11 min 15 s          |
| 4e                     | Mapei-Quick Step       | Italie                 | + 11 min 24 s          |
| 5e                     | Phonak Hearing Systems | Suisse                 | + 13 min 54 s          |

| Classement par équipes | Classement par équipes | Classement par équipes | Classement par équipes |
| Équipe                 | Équipe                 | Pays                   | Temps                  |
| ---------------------- | ---------------------- | ---------------------- | ---------------------- |
| 1re                    | Alessio                | Italie                 | 175 h 35 min 27 s      |
| 2e                     | Kelme-Costa Blanca     | Espagne                | + 6 min 36 s           |
| 3e                     | Gerolsteiner           | Allemagne              | + 11 min 15 s          |
| 4e                     | Mapei-Quick Step       | Italie                 | + 11 min 24 s          |
| 5e                     | Phonak Hearing Systems | Suisse                 | + 13 min 54 s          |